# IcoFX
IcoFX – program do tworzenia i edycji ikon w systemach Windows. Umożliwia obróbkę wielu formatów ikon, obsługując także funkcję przezroczystości. Program oferuje możliwość obustronnej konwersji ikon wykorzystywanych w systemach Windows oraz OS X oraz utworzenie ikony z dowolnego pliku graficznego czy fotografii.
Wersja 1.6.4 była ostatnią udostępnioną na licencji freeware.